# 마푸체어

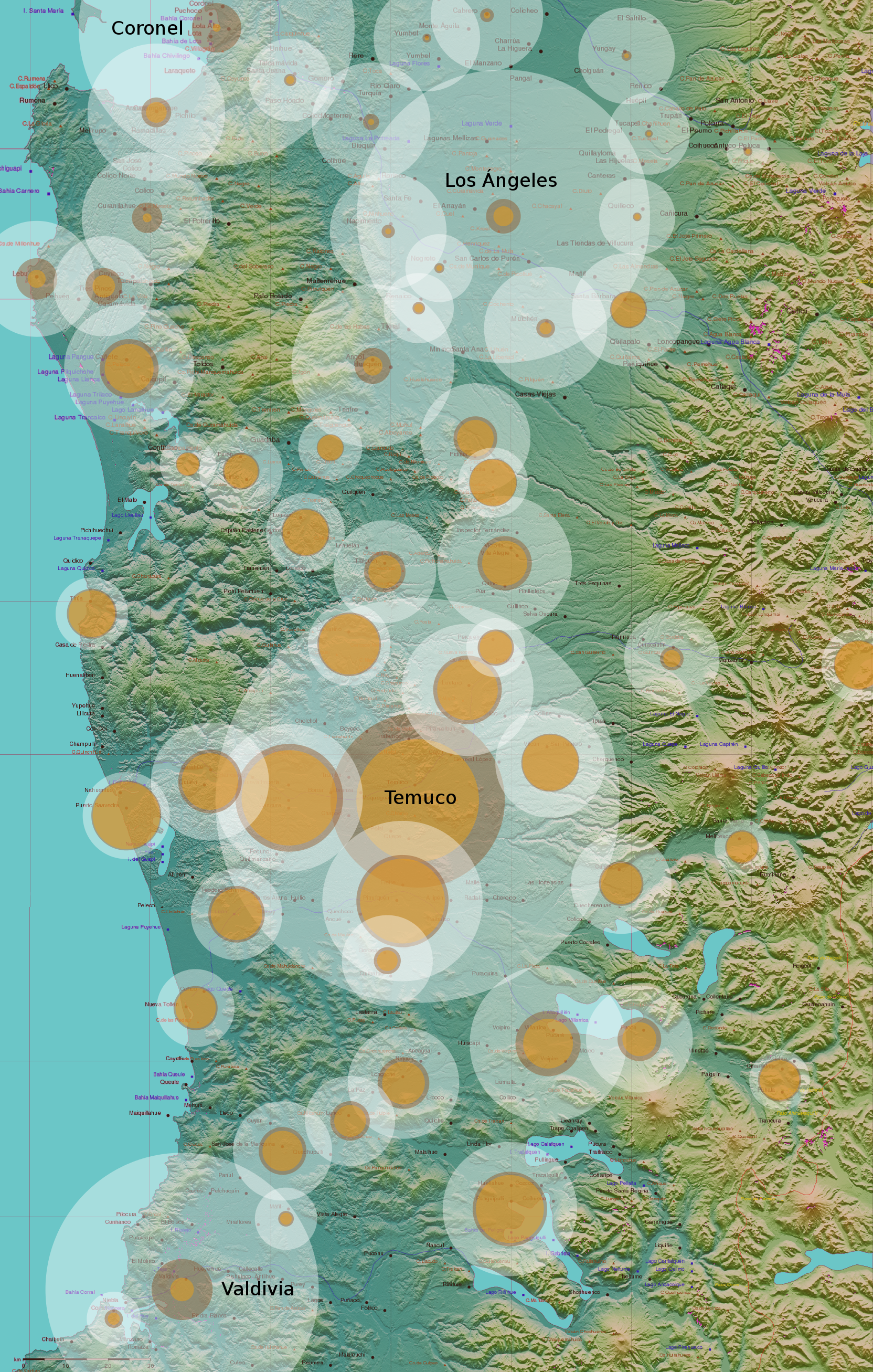
지리적 분포.

마푸체어(Mapuche) 또는 마푸둥군어(Mapudungun)는 칠레 중부와 아르헨티나 중서부의 아메리카 토착민인 마푸체인들이 쓰는 말이다. 마푸둥구어 또는 아라우칸어라고도 한다. 마푸체어의 화자는 약 24만 명으로, 그 가운데 20만 명은 칠레쪽에, 4만 명은 아르헨티나쪽에 살고 있다. 칠레 정부가 남부 칠레에서 마푸체어로 교육 받을 권리와 마푸체어의 지위를 높이려는 시도를 하고 있으나, 아직까지 정식 법적 지위는 없다.
계통적으로 주변 언어와 친족관계가 없는 사실상의 고립된 언어로 여겨지는데, 최근 윌리체어(Huilliche)라는 소수 언어와 연관되어 아라우칸어족(Araucanian)이라는 어족을 이룬다는 관점이 제시되어 있다.

## 역사
여러 학자들이 마푸체어와 북미 태평양연안의 페누티아 제어, 마야어족을 비롯하여 다른 아메리카 토착어 그룹과의 연관관계를 설정하고 있으나, 아직까지 정설은 없다. 어휘 가운데 차용어는 주로 케추아어와 스페인어에서 왔다.
스페인 식민자들이 칠레에 왔을 때, 마푸체인들은 세 무리가 있었다고 한다. 북부의 피쿤체인들은 곧 동화되어 버렸고, 남부의 우이지체인들도 종족의 정체성을 잃어버렸으나, 중부의 마푸체인들은 현재까지 그들의 정체성을 지키면서 살아가고 있다. 마푸체인들을 가리키는 스페인어 표현인 '아라우카노(Araucano)'에는 경멸적 뉘앙스가 있어서, 이전에 쓰다가 지금은 마푸체인들 자신과 학자들이 꺼리는 말이 되었다.

## 분류 및 원산지
마푸체어의와 다른 미국 언어 간의 관계에 대해 전문가들 사이에 동의가 없으며 다른 언어와 관련될 수 있는 확실한 증거가 있을 때까지 분리 언어로 분류되거나 더 조심스럽게 분류되지 않는 언어로 분류된다. 
마푸체의 기원은 역사적으로 논쟁의 여지가 있는 주제이며 시간이 지남에 따라 가설이 바뀌었다. 1970년 출판물에서 스타크(Star)k는 마푸체어가 메소아메리카의 마야 언어와 관련이 있다고 주장했다. 이듬해 햄프(Hamp)는 동일한 가설을 채택했다. 나중에 스타크는 1973년에 마푸체어가 페루 북부 해안에서 유래한 Proto-Mayan 언어의 자매이자 치무안(Chimuan) 언어의 전신인 '유차(Yucha)'로 알려진 언어와 우루치파야어족(Uruquilla 및 Chipaya)의 후손이라고 주장했다.) 현재 티티카카 호수 섬에 거주하는 사람들과 볼리비아의 오루로 부서에 사는 사람들이 각각 사용하는 언어이다. 이 가설은 같은 해에 캠벨(Campbell)에 의해 나중에 기각되었다.

## 문법
명목상 통합과 급진적 구성을 가진 다합성 포합어. 광범위하게 말하자면, 이것은 한 단어가 다른 언어로 번역되기 위해 완전한 문장이 필요할 정도로 형태소와 어휘 요소의 응집에 의해 단어가 형성됨을 의미한다.
예시
- 단어 Trarimansunparkelayayngu
- 구성품 trari-mansun-pa-rke-la-(y)-a-y-ngu
- 광택 (둘러쌈)-황소-(여기)-(놀람)-(부정)-(삽입 형태소)-(미래시제)-(직설법)-(3인칭 양수)
- 번역 '저 두 사람은 여기 있는 소를 멍에 메우지 않을 것이다!'

## 음운

### 운율
마푸둥군은 부분적으로 예측할 수 있고 대조되지 않는 강세를 가지며 음운이 없다. 강세가 있는 음절은 일반적으로 닫혀 있으면 마지막 음절(awkán '게임', tralkán '우뢰')이고 마지막 음절이 열려 있으면 마지막 음절(rúka '집', lóngko '머리')이다. 예를 들어 2음절 단어에서 두 음절이 모두 열려 있거나(모음으로 끝나는 경우) 두 음절이 모두 닫혀 있는 경우(자음으로 끝나는 경우) 액센트는 마지막 음절에 있다. 둘 중 하나만 열려 있는 경우 강세는 열려 있는 음절에 있다.
예시
ruka '집'
iñchiñ '우리'
narki '고양이'
küyeṉ '달'
두 개 이상의 음절이 있고 마지막 두 개의 음절이 열리거나 닫혀 있는 단어의 경우 악센트는 끝에서 두 번째 음절에 있다. 둘 중 하나만 닫혀 있으면 그 쪽이 악센트를 받는다.
예시
williche '윌리체어'
pichiwentru '소년'
warangka '천'
mapudungun '마푸체어'.

### 모음

|        | 전설 | 중설 | 후설 |
| ------ | ---- | ---- | ---- |
| 고모음 | ɪ    |      | ʊ    |
| 중모음 | e    | ɘ    | o    |
| 저모음 |      | ɐ    |      |

### 자음
|        |        | 입술소리 | 치음 | 치경음 | 후치경음 | 권설음 | 경구개음 | 연구개음 |
| ------ | ------ | -------- | ---- | ------ | -------- | ------ | -------- | -------- |
| 비음   | 비음   | m        | (n̪)  | n      |          |        | ɲ        | ŋ        |
| 파열음 | 파열음 | p        | (t̪)  | t      | tʃ       | ʈʂ     |          | k        |
| 마찰음 | 마찰음 | f        | θ    | s      | ʃ        |        |          | ɣ        |
| 반모음 | 반모음 |          |      |        |          |        | j        | w        |
| 유음   | 유음   |          | (l̪)  | l      |          | ɻ      | ʎ        |          |

## 형태론
- 마푸체어는 교착어이다. 마푸둥군어의 어순은 유연하지만 주제-설명 구성이 일반적이다. 타동사절의 주어(대행자)는 동사 앞에 오는 경향이 있고 목적어가 뒤에 오는 경향이 있다(A–V–O 순서). 자동사절의 주어는 동사 뒤에 오는 경향이 있다(V-S 순서).
- 마푸둥군어의 대부분의 복잡한 동사 구성은 5개 또는 6개의 형태소로 구성된다.
- 명사는 애니메이션 및 무생물의 두 가지 클래스로 그룹화된다. 예를 들어, pu는 생물 명사에 대한 복수형 표시기이고 yuka는 무생물 명사에 대한 복수형이다. Chi(또는 ti)는 chi goru '남자'와 chi pu goru에서 '남자'와 같이 정관사로 사용될 수 있다. 숫자 kiñe 'one'은 부정관사 역할을 한다. 주체와 객체는 같은 대소문자를 사용한다.
- 인칭 대명사에는 3인칭과 3개의 숫자가 있다. iñche '나', iñchiw '우리(2)', iñchiñ '우리(2 이상)'; eymi '너', eymu '너(2)', eymün '너(2 이상)'; fey '그/그녀/그것', feyengu '그들(2)', feyengün '그들(2 이상)'.
- 소유 대명사는 인칭 형태와 관련이 있다. ñi '나의; 그의, 그녀; 그들의', yu '우리의 (2)', iñ '우리의 (2 이상)'; mi '당신의', mu '당신의 (2)', mün '당신의 (2개 이상)'. 그들은 종종 tami '너의'라는 의미에 특정한 것을 추가하지 않는 것으로 보이는 입자 ta와 함께 발견된다.
- 의문 대명사에는 iney '누가', chem '무엇', chumul '언제', 씹는 '어디서', chum(ngechi) '어떻게' 및 chumngelu '왜'가 포함된다.
- 마푸둥구는 화자가 자신이 말한 것에 대해 어떻게 느끼는지를 표현할 수 있게 하는 작은 형태소 그룹인 입자를 사용한다. 예로는 chi(의심), am(놀람), nga(후회), llemay(확실함), chemay(놀라움), chiam(놀라움), amfe(느낌표)가 있다. kay와 같은 더 복잡한 입자도 있는데, 이는 말하려는 정보가 방금 말한 것과 대조적임을 암시한다. 또 다른 복잡한 입자는 화자가 말하는 내용에서 긍정적인 반응을 얻을 것으로 예상할 때 사용되는 may이다. 하나의 입자인 anchi는 문장의 주제를 나타내며 예는 "chem anchi?"이다. 이것은 무엇으로 번역됩니까(지시)?
- 1에서 10까지의 숫자는 다음과 같다: 1 kiñe, 2 epu, 3 küla, 4 meli, 5 kechu, 6 kayu, 7 regle, 8 pura, 9 aylla, 10 mari; 20 에푸 마리, 30 쿨라 마리, 110(키네) 파타카 마리. 숫자는 매우 규칙적인 구성으로 중국어와 월로프어 또는 에스페란토와 같은 구성 언어에 필적한다.
- 동사는 유한하거나 유한할 수 있으며(비한정 어미: -n, -el, -etew, -lu, -am 등) 자동사 또는 타동사이며 사람에 따라 활용된다(첫 번째, 두 번째 및 세 번째). , 숫자(단수, 이중 및 복수), 음성(능동, 행위자 없는 수동 및 재귀-상호, 플러스 두 개의 적용) 및 기분(직설, 명령 및 가정법). 직설법에서 현재(0)와 미래(-(y)a) 시제가 구별된다. 여러 측면이 있다. 진보적이고 결과적이며 습관적인 것이 잘 확립되어 있다. 완전의 일부 하위 유형을 표시하는 것으로 보이는 일부 형식도 발견된다. 다른 동사 형태에는 증거 표시(보고-미적), 방향 (더하기 중단 및 연속 동작 표시) 및 모달 표시(급작, 가짜 동작, 즉시 동작 등)가 포함된다. 생산적 명사 편입이 있으며, 어근 합성 형태에 대한 경우를 만들 수 있다.
- "스페인어 대출 동사는 일반적으로 3인칭 단수 형태의 마푸둥구어로 개조되었다. 예를 들어 "할 수 있다"에 대한 마푸둥구 동사는 "pwede"이고 "그는 할 수 있다"에 대한 스페인어 번역은 "puede"이다.

konün '입력하다'와 같은 자동사에 대한 직설적 현재 패러다임은 다음과 같다.
|        |         | 숫자                  |                         |                          |
| 단수형 | 이중    | 복수형                |                         |                          |
| 사람   | 첫 번째 | konün ( ← kon-n)      | koniyu ( ← kon-i-i-u)   | koniyiñ ( ← kon-i-i-n)   |
| 사람   | 두번째  | konimi ( ← kon-i-m-i) | konimu ( ← kon-i-m-u)   | konimün ( ← kon-i-m-n)   |
| 사람   | 세 번째 | koni ( ← kon-i-0-0)   | koningu ( ← kon-i-ng-u) | koningün ( ← kon-i-ng-n) |

일부 저자가 역 시스템(알곤킨어파 언어에 대해 설명한 것과 유사)으로 설명한 것은 pen '보다'와 같은 타동사 형태에서 볼 수 있다. '자동사' 형식은 다음과 같다.
|        |         | 숫자                |                       |                        |
| 단수형 | 이중    | 복수형              |                       |                        |
| 사람   | 첫 번째 | pen ( ← pe-n)       | peyu ( ← pe-i-i-u)    | peiñ ( ← pe-i-i-n)     |
| 사람   | 두번째  | peymi ( ← pe-i-m-i) | peymu ( ← pe-i-m-u)   | peymün ( ← pe-i-m-n)   |
| 사람   | 세 번째 | pey ( ← pe-i-0-0)   | peyngu ( ← pe-i-ng-u) | peyngün ( ← pe-i-ng-n) |

'타동사' 형식은 다음과 같다(여기에서는 단수 형식만 제공됨).
|             |         | 에이전트            |                         |                                                                                     |
| 첫 번째     | 두번째  | 세 번째             |                         |                                                                                     |
| 인내심 있는 | 첫 번째 | pewün ( ← pe-w-n)   | peen ( ← pe-e-n)        | peenew ( ← pe-e-n-mew)                                                              |
| 인내심 있는 | 두번째  | peeyu ( ← pe-e-i-u) | pewimu ( ← pe-w-i-m-u)  | peeymew ( ← pe-e-i-m-i-mew)                                                         |
| 인내심 있는 | 세 번째 | pefiñ ( ← pe-fi-n)  | pefimi ( ← pe-fi-i-m-i) | 직접 pefi / 역전 peeyew / 휘어진pewi ( ← pe-fi-i-0-0 / pe-e-i-0-0-mew / pe-w-i-0-0) |

세 번째 사람이 첫 번째 또는 두 번째 사람과 상호 작용할 때 형식은 직접(-e 제외) 또는 역(-e 포함)이다. 스피커는 선택의 여지가 없다. 두 명의 제3자가 상호 작용할 때 두 가지 다른 형식을 사용할 수 있다. 직접 형식(pefi)은 대리인이 국소적일 때 적합합니다(특정 구절의 중심 인물). 환자가 국소적일 때 역형(피뉴)이 적절하다. 따라서 chi goru pefi chi domo는 '남자가 여자를 보았다'를 의미하는 반면 chi goru peeyew chi domo는 '남자가 여자에게 보였다'와 같은 것을 의미한다. 그러나 그것은 수동적 인 구조가 아니다. 수동태는 chi goru pengey '남자가 보였다; 누군가가 그 남자를 보았다'. 따라서 '남자를 본 여자였다' 또는 '남자를 본 여자였다'가 더 나은 번역일 수 있다.